# Sân vận động Giang Âm
Sân vận động Giang Âm là một sân vận động đa năng ở Giang Âm, Trung Quốc. Sân hiện đang được sử dụng chủ yếu cho các trận đấu bóng đá. Sân vận động có sức chứa 30.161 khán giả. Sân được khánh thành vào năm 2010.